# Іщенко Василь Каленикович
Васи́ль Кале́никович І́щенко (нар. 1 січня 1919 — пом. 3 липня 2004) — радянський військовий льотчик часів Другої світової війни, командир ескадрильї 1-го гвардійського винищувального авіаційного полку 7-ї гвардійської винищувальної авіаційної дивізії (2-й винищувальний авіаційний корпус, 2-а повітряна армія), гвардії майор. Герой Радянського Союзу (1945).

## Біографія
Народився 1 січня 1919 року в селі Трояни, нині Добровеличківський район Кіровоградської області. Українець. у 1937 році закінчив 7 класів у рідному селі, а наступного року — школу ФЗУ в місті Одеса. Працював токарем на одеському заводі імені М. І. Калініна. У 1939 році закінчив одеський аероклуб.
До лав РСЧА призваний у грудні 1939 року. В лютому 1941 року закінчив Одеську військову авіаційну школу льотчиків, а в червні того ж року — Чугуївську військову авіаційну школу льотчиків.
Учасник німецько-радянської війни: у серпні — грудні 1941 року — льотчик 182-го винищувального авіаційного полку (Кримський фронт); з березня 1942 року й до кінця війни — льотчик, командир авіаланки, заступник командира ескадрильї, командир ескадрильї 1-го гвардійського винищувального авіаційного полку. Воював на Калінінському, Волховському, Степовому, Брянському, 1-у Прибалтійському, 3-у Білоруському, 1-у Українському фронтах. 31 липня 1943 року під час повітряного бою отримав легке поранення.
Всього за роки війни на винищувачах ЛаГГ-3, Харрікейн, Як-1, Як-3, Як-7б, Як-9 здійснив 318 бойових вильотів, у 66 повітряних боях збив особисто 13 і в складі групи — 5 літаків супротивника.
У 1946 році закінчив курси при Липецькій вищій офіцерській льотно-тактичній школі ВПС СРСР. До 1952 року проходив військову службу в стройових частинах ВПС командиром ескадрильї, заступником командира винищувального авіаційного полку в Центральній групі військ (Угорщина).
У 1956 році закінчив Військово-повітряну академію. До жовтня 1957 року обіймав посаду льотчика-інспектора винищувальної авіації Управління бойової підготовки ВПС СРСР. У січні — червні 1958 року — начальник штабу 706-го навчального авіаційного полку Качинського військового авіаційного училища льотчиків.
У липні 1958 року полковник вийшов у запас. Мешкав у Москві. Помер 3 липня 2004 року. Похований на Троєкурівському цвинтарі.

## Нагороди
Указом Президії Верховної Ради СРСР від 27 червня 1945 року за зразкове виконання бойових завдань командування на фронті боротьби з німецькими загарбниками та виявлені при цьому відвагу і героїзм, гвардії майору Іщенку Василю Калениковичу присвоєне звання Героя Радянського Союзу з врученням ордена Леніна і медалі «Золота Зірка» (№ 7942).
Також був нагороджений двома орденами Червоного Прапора, орденами Олександра Невського, Вітчизняної війни 1-го і 2-го ступеня, Червоної Зірки і медалями.